# Yoshi Oida
Yoshi Oïda (笈田ヨシ, Oïda Yoshi) est un acteur, metteur en scène et écrivain japonais, né le 26 juillet 1933 à Kōbe.

## Biographie
Oïda a une maîtrise en philosophie de l'université Keiō. Il se fait d'abord connaître au Japon en 1953 : télévision, cinéma et théâtre contemporain. Il collabore avec Yukio Mishima.
Invité en France par Jean-Louis Barrault en 1968, il y travaille avec Peter Brook. En 1970, il entre au Centre international de recherche théâtrale (CIRT) (fondé par Peter Brook) ; il participe ensuite à ses plus célèbres spectacles au théâtre des Bouffes-du-Nord : Les Iks (d'après Colin Turnbull), La Conférence des oiseaux (d'après Farid al-Din Attar), Le Mahabharata (épopée hindoue), La Tempête (d'après Shakespeare), L'homme qui (d'après Oliver Sacks), La tragédie d'Hamlet (d'après Shakespeare - 2002).
Il fait également carrière dans le cinéma en jouant pour de grands réalisateurs comme: Peter Greenaway (The Pillow Book), Martin Scorsese (Silence) ou encore Peter Brook (Le Mahabharata). À la suite de son expérience de comédien international il écrit pour partager son expérience au plus grand nombre trois ouvrages théoriques sur le théâtre, traduits en plusieurs langues : L’Acteur flottant, L’Acteur invisible et L'Acteur rusé.
À partir de 1975, parallèlement à son métier de comédien, Yoshi Oïda met aussi en scène du théâtre, des opéras et de la danse (Fin de partie de Samuel Beckett, Les Bonnes de Jean Genet, Nabucco de Verdi, Don Giovanni de Mozart, etc.), War Requiem de Benjamin Britten, La Frontière de Philippe Manoury.

## Filmographie

### Acteur

#### Cinéma
- 1988 : Le Mahabharata de Peter Brook
- 1995 : Madame Butterfly de Frédéric Mitterrand : Le père de Butterfly
- 1996 : Os Olhos da Ásia (pt) de João Mário Grilo : Julião Nakaura
- 1996 : The Pillow Book de Peter Greenaway[2]
- 1998 : Felice... Felice... de Peter Delpeut
- 1999 : Autumn Flowers de Shunshuke Ikehata
- 2000 : Taxi 2 de Gérard Krawczyk : Yuke Tsumoto
- 2001 : Wasabi de Gérard Krawczyk : Takanawa
- 2002 : La tragédie d'Hamlet adapté de Shakespeare par Peter Brook
- 2006 : Le Concile de pierre de Guillaume Nicloux : Kamal
- 2010 : Le Dernier Rōnin (ja) de Narimichi Sugita
- 2011 : Opération Casablanca de Laurent Nègre : Takahata
- 2015 : Ouvert la nuit d’Édouard Baer
- 2016 : Silence de Martin Scorsese : Ichizo
- 2017 : Last Recipe de Yōjirō Takita
- 2020 : Show me the Way to the Station de Naoki Hashimoto
- 2022 : Adieu Paris d’Édouard Baer

## Théâtre

### Comédien
- 1968 : The Tempest de William Shakespeare mise en scène Peter Brook
- 1971 : Orghast de Ted Hughes mise en scène Peter Brook
- 1973 : Conference of birds de et mise en scène par Peter Brook
- 1975 : The IKS de Colin Turnbull mise en scène Peter Brook
- 1985 : Mahabharata adaptation de Jean-Claude Carrière, mise en scène Peter Brook
- 1993 : The Man Who de Olivier Sachs mise en scène Peter Brook
- 1995 : Qui est là? de et mise en scène par Peter Brook
- 2003 : Il n'y a plus de firmament mise en scène Joseph Nadj
- 2004 : Tierno Bokar mise en scène Peter Brook
- 2005 : Yotsuya Kaidan de Tsuruya Nanboku mise en scène Jossy Wieler
- 2008 : Shun-Kin de Junichiro Tanizaki mise en scène Simon Mc Burny
- 2010 : King Lear de William Shakespeare mise en scène Frédéric Ruymen
- 2011 : Fragments de Samuel Beckett mise en scène Peter Brook
- 2014 : San Nin Kichiza de Muokuami mise en scène Kazuyoshi Kazumi
- 2016 : Voyage à Tokyo de Ozu mise en scène Dorian Rossel
- 2018 : The sea of Fertility de Yukio Mishima mise en scène Max Webster
- 2019 : Oedipus de Sophocle mise en scène Matthew Dunster
- 2020 : Le Tambour de soie mise en scène Yoshi Oida
- 2021 : Sleeping mise en scène Serge Nicolaï
- 2022 : 4 questions à Yoshi Oida conception et mise en scène Maxime Kurvers
- 2023 : Jeanne mise en scène Yan Allegret
- 2024 : Un Cri Terrible mise en scène et écrit par Robin Roland

### Metteur en scène
- 1975
  - Hannya Shingyo, japanese ritualistic game, written by Shogo Ota and Takuro Endo
- 1978
  - Amé Tsuchi, text by Mutso Takahashi
- 1979
  - Interrogations words of the Zen Masters
- 1982
  - The Tibetan Book of Dead, adapted by Isaelle Famchon, Maison des Cultures du Monde, Paris and Rennes      
  - The Divine Comedy, by Dante, adapted by Yoshi Oïda, Teatro Trastevere, Roma, Milan Italy
- 1983
  - Über den Berg Kommen, Nô play "Kayoï Komachi", after Zeami Kanze, a XIIIth century text, Werkhaus Moosach, Munich, Germany, European and Indian tour.
- 1986
  - The Walk of the Cameleon, after African folk story, Festival de San’Arcangelo di Romagna, Italy, and European tour      
  - The Guide of the Other World, adapted from the Tibetan Book of Dead, Festival de San Arcangelo di Romagna, and European tour
- 1989
  - Fiore di Riso, Fiori di Fango, based on Japanese texts of Kyogen, Theatro Alkaest, Milan, Sicily, Italy      
  - The Story of Kantan, after Japanese texs of Nô Theater, Werkhaus Moosach, Munich, Germany and German tour
- 1994
  - The Hunting Gun, based on a novel by Yasushi Inoue, Theatre Schaubühne, Berlin, Germany, Zûrich, Swiss
- 1995
  - The Woman in the Dune, after a novel by Kobo Abe, Theaterlabor, Bielefeld, and German tour
- 1996
  - Madame de Sade, by Yukio Mishima, Theatre Schaubühne, Berlin, Germany
- 1997
  - End Game, by Samuel Beckett, Appeltheater, The Hague, Netherlands and tour in The Netherlands    
  - Molley Sweeney, by Brian Friel, Thalia Theater, Hamburg, Germany    
  - Han-Jo, theatrical variation, text by Nô, Kyogen, and modern Nô by Kukio Mishima, Theatre Schaubühne, Berlin, Germany
- 1998
  - Curlew River, opera by Bengemin Britten, Festival d’Aix-En-Provence, France and tour in Europe
- 1999
  - The Misunderstanding, by Albert Camus, Thalia Theater, Hamburg, Germany
- 2000
  - The Nightingale, opera by Igor Stravinsky; and The Village of the Wolf Cub, opera by Guo Wenjing, opera de Rouen, France
- 2001
  - Dance Theatre : The Maids, after Jean Genet, Choreographed adaptation, Theater Haus, Stuttgart, Germany and tour in Europe (Awerd of Time Out, for Best Dance Show in London 2002); Washington DC    
  - Autumn Dream, by Jon Fosse, Burgtheater, Vienna, Austria    
  - Molly Sweeney, Dance Theatre by Brian Friel, Dance Theatre Nürnberg Opera, Germany
- 2002
  - Musical-theater : The Song of the Earth, by Gustav Mahler, adapted by Arnold Schöenberg, dramatizing by Yoshi Oïda,  Opéra de Rouen, Théâtre de la Ville (Paris), Luxembourg, San Paulo (Bresil, 2017)
- 2003
  - Curlew River ( new staging ) by Bengamin Britten, Opéra de Rouen, France,  tour in NYC    
  - Dance Theatre : Mevlana Rumi (Recipes for Love), from poems of Rumi, adapted by Lorna Marshall, Hebbel Theater, Berlin, Germany    
  - Alex Langer (creation of opera), by Giovanni Verrando, libretto by Vito Ugo Calabretta, images by Thomas Shenk, Nuovo Teatro Comunale di Bolzano, Italy    
  - La Frontière (creation of opera), chamber opera, music byPhilippe Manoury, libretto by Daniela Langer, Théâtre des Bouffes du Nord, Paris, tour in France, Orléans, Rouen, Strasbourg, Lausanne, Clermont-Ferrand, Metz
- 2006
  - Nabucco, by Giuseppe Verdi, Theatre Communale di Bologna, Sabonlina Festival (Finland), Lièges-Opera Royal de Walloni (Belgium)
  - Theatre : Possible Worlds of John Mighton - Toronto (Canada)
- 2007
  - Musical-theater : Winterreise, by Franz Schubert (1° version) - Music, theatre, images - Theaterlabor Bielefeld - Potsdam - Berlin Musical-theater :Winterreise, by Franz Schubert (2° version) - Monterey (Mexico)
  - Death in Venice, by Benjamin Britten, Aldeburgh Festival (U.K.), Bregen Festival (Austria) - Praha (Czech), Lyon (France), Toronto (Canada), Leeds (U.K.), Lowry(U.K.), Newcastle(U.K.), Nottingham (U.K.)
- 2009
  - Il Mondo della Luna, by Joseph Haydn - Rennes, Nantes, Angers, Luxembourgc
- 2008
  - Il Mondo della Luna by Joseph Haydn
- 2009
  - Don Giovanni by Mozart
- 2011
  - Idomeneo, by Mozart    National Theatre  Prague ( Czech)
  - Birth of The Baptist (creation of opera) of Jyrki Linjama - Carinthischer Sommer, Festival Ossiach (Austria)
  - Musical-theater :Winterreise, by Franz Schubert (3° version with Orchestre) - Theatre Athene, Festival Euphonie, saint Quenn Yvelinnes, Tour in Iles de France
  - Opera Creation: La nuit de Gutenberg, by Philippe Manoury - Opera du Rhin (Strasbourg-France)
- 2012
  - Le Vent Divin - kamikaze  (danse and images) - Château de Morsang-sur-Orge (France)
  - Opera Creation: Terre et Cendre   of Atiq Rahimi , by Jérôm Combier - Opera de Lyon (France)
  - Les Pêcheurs de Perles by Bizet - 
    - Opera Comique, Paris (France), Lièges-Opera Royal de Walloni (Belgium)
    - Opera National de Bordeaux (France, 2017), Royal Opera House Muscat (Oman, 2017)

  - The Pilgrim's Progress by Vaughan Williams - ENO English National Opera in London
- 2013
  - Sang de cerisiers : theatre : Compagnie le Bruit des Hommes - Theatre Aubagne, Marseille (France)
- 2014
  - Opera Peter Grimes by Benjaman Britten - Opera de Lyon (France)
  - Musical-theater : YOUME -The Wind blowing in the pine trees- (inspeared from Noh Theter)   text by Jacqued Keriguy and composed by Kazuko Narita -Maison de la culture de Japon, Opera de Reims, and other theaters
- 2016
  - Opera Madame Butterfly (1st version) by Puccinis  
    - Opera Goteborg (Sweden),
    - The Finnish National Opera in Helsinki (Finland, 2018),
    - Opera Goteborg (Sweden, 2018)
- 2017
  - Opera Madame Butterfly (2nd version) by Puccinis  Tokyo, Osaka, Kanazawa, Takasaki  (Japan)
  - War Requiem by Benjaman Britten - Opera de Lyon (France)
- 2019
  - Opera Creation Shion Story  by Nishimura Akira   - New National Theatre, Tokyo (Japan)
  - END GAME of Beckett, Sesc Ipiranga, Sao Paulo, Brazil,     Havana Festival, Cuba
  - Theatrical Concert  Barlaam et Josaphat, quand Bouddha devient Chretien,  Guimet Museum, paris (France)
- 2020
  - Music Theatre "Aoi no ue"  by Yoritsune Matsudair, Sanno Audium, Oomori, Japan
  - Modern Noh    Le Tambour de Soie  (title previsoire, En Avant-Premiere)  
    - Maison de la Culture d'Amiens, Amiens, France  
    - Le Centquatre, Paris, France

## Ouvrages
Yoshi Oïda a publié trois livres autobiographiques de réflexion sur la pratique théâtrale.
Dans L'Acteur flottant, Yoshi Oïda raconte son expérience de comédien avec Peter Brook de 1968 à 1988.
Dans L’Acteur invisible, il raconte son expérience en tant que comédien Japonais souhaitant s'intégrer dans les conventions du théâtre occidental tout en conservant sa singularité. Pour cette narration il utilise le prisme de sa collaboration avec Peter Brook qu'il proclame comme le metteur en scène « officiel » de Shakespeare.
Dans L'Acteur rusé, Il écrit un essai philosophique sur le métier de comédien qu'il fait communier avec sa vie quotidienne. il s'intéresse à la relation entre le métier de comédien et la vie au quotidien. « Qu’ai-je appris sur la scène qui pourrait m’aider à vivre ma vie d’homme ordinaire ? » Il écrit également : « Si je montre la lune et que je joue bien, le public ne percevra plus mon existence ».

## Récompenses
- 1992 : Chevalier de l´ordre des Arts et des Lettres
- 2007 : Officier de l´ordre des Arts et des Lettres
- 2013 : Commandeur de l'ordre des Arts et Lettres

## Compléments